# Fritziana goeldii
Fritziana goeldii es una especie de anfibio anuro de la familia Hemiphractidae.

## Distribución geográfica
Esta especie es endémica de Brasil. Habita en los estados de Río de Janeiro, São Paulo y Espírito Santo desde el nivel del mar hasta 1000 m de altitud.

## Etimología
Esta especie lleva el nombre en honor a Emílio Augusto Goeldi.

## Publicación original
- Boulenger, 1895 "1894" : Third report on additions to the batrachian collection in the Natural History Museum. Proceedings of the Zoological Society of London, vol. 1894, p. 640–646[5]